# فولفغانغ بنز
فولفغانغ بنز (بالألمانية: Wolfgang Benz) (و. 1941  م) هو مؤرخ، ومؤلف، وأستاذ جامعي، وكاتب ألماني، ولد في إلفانغن.

## التعليم
تعلم في جامعة لودفيغ ماكسيميليان في ميونخ.

## جوائز
حصل على جوائز منها:
- جائزة أخوة شول [الإنجليزية]‏ (1992).

## روابط خارجية
- فولفغانغ بنز على موقع IMDb (الإنجليزية)
- فولفغانغ بنز على موقع مونزينجر (الألمانية)